# Butterfly (album des Hollies)
Pour les articles homonymes, voir Butterfly.
Albums de The Hollies
Evolution
(1967) Hollies Sing Dylan
(1969)
Butterfly est le septième album studio du groupe The Hollies, sorti fin 1967. Comme le précédent, Evolution, il témoigne de l'influence du psychédélisme alors en vogue. Ce sera le dernier album avec Graham Nash qui quittera après sa parution, il sera remplacé par Terry Silvester.

## Titres

### Édition britannique
Toutes les chansons sont écrites et composées par Allan Clarke, Tony Hicks et Graham Nash.
| 1. | Dear Eloise        | 3:04 |
| 2. | Away Away Away     | 2:19 |
| 3. | Maker              | 2:52 |
| 4. | Pegasus            | 2:38 |
| 5. | Would You Believe? | 4:08 |
| 6. | Wishyouawish       | 2:12 |

| 7.  | Postcard               | 2:15 |
| 8.  | Charlie and Fred       | 2:56 |
| 9.  | Try It                 | 3:06 |
| 10. | Elevated Observations? | 2:33 |
| 11. | Step Inside            | 2:54 |
| 12. | Butterfly              | 2:42 |

### Édition américaine
Aux États-Unis, l'album est paru en 1968 chez Epic sous le titre Dear Eloise/King Midas in Reverse, avec un contenu différent : plusieurs titres sont écartés, tandis que sont ajoutés King Midas in Reverse (en) (parue en single en 1967) et Leave Me (une chanson de Evolution écartée par la version américaine de cet album).
| 1. | Dear Eloise      | 2:33 |
| 2. | Wishyouawish     | 1:58 |
| 3. | Charlie and Fred | 2:54 |
| 4. | Butterfly        | 2:41 |
| 5. | Leave Me         | 2:06 |
| 6. | Postcard         | 2:04 |

| 7.  | King Midas in Reverse (en) | 3:07 |
| 8.  | Would You Believe?         | 3:02 |
| 9.  | Away Away Away             | 2:19 |
| 10. | Maker                      | 2:33 |
| 11. | Step Inside                | 2:52 |

## Musiciens
- Allan Clarke : guitare, chant
- Tony Hicks : guitare, banjo, dulcimer, chant
- Graham Nash : guitare, chant : guitare, chant
- Bernie Calvert : basse, chant
- Bobby Elliott : batterie